# Petubastis III
Seheruibre Padibastet, được biết đến nhiều hơn với tên gọi theo tiếng Hy Lạp là Petubastis III (hoặc IV, phụ thuộc vào các học giả) là một vị vua bản địa của Ai Cập cổ đại cai trị trong khoảng từ 522 - 520 TCN, ông đã nổi dậy chống lại sự cai trị của người Ba Tư.

## Tiểu sử
Petubastis là một hoàng tử hoặc triều đại địa phương và có lẽ là một thành viên thuộc dòng dõi hoàng gia Saite xưa kia, ông đã cố gắng để giành được quyền cai trị Ai Cập và nắm lấy quyền lực. Mặc dù ông đã sử dụng các tước vị hoàng gia và tên hiệu của một pharaon, ông chỉ là một nhân vật gần như không được biết đến và là một nhân vật huyền ảo trong lịch sử Ai Cập.
Các cuộc khai quật gần đây tại Amheida ở ốc đảo Dakhla đã gợi ý rằng Petubastis có thể đã đặt hoàng cung của ông ở đây, một địa điểm phù hợp nằm cách xa thung lũng sông Nile vốn đang chịu sự kiểm soát của người Ba Tư. Một vài khối đá đến từ ngôi đền bị phá hủy của thần Thoth tại Amheida có khắc những dòng chữ có thể quy cho ông, cũng như tên hiệu hoàng gia gần như nguyên vẹn của ông . Từ nơi đây, Petubastis có thể đã phục kích và đánh bại cái gọi là "Đạo quân mất tích của Cambyses", mà được Herodotus mô tả vài thập kỷ sau đó như là một đạo quân viễn chinh được Cambyses II phái đến chỗ nhà tiên tri của Zeus-Ammon ở ốc đảo Siwa, thay vì chỉ bị quét sạch hoàn toàn bởi một cơn bão cát. Chỉ một thời gian ngắn sau đó, Petubastis sẽ tiến đến Memphis để chính thức lên ngôi pharaon và chấp nhận một tước hiệu hoàng gia giống với của những vị vua thuộc vương triều Sais mới sụp đổ gần đây.
Petubastis có thể đã tận dụng cơ hội khi đế quốc Achamenes rơi vào tình trạng xâu xé gây ra bởi kẻ tiếm vị Bardiya sau khi Cambyses qua đời để nổi dậy. Theo ghi chép của Polyaenos, học giả quân sự Hy Lạp cổ đại, người đã viết về cuộc nổi dậy này, nguyên nhân của nó là do việc đánh thuế nặng nề của vị Satrap người Ba Tư khi đó là Aryandes. Bia khắc Behistun cũng đã cung cấp một cái nhìn sâu sắc đối với các sự kiện trong giai đoạn này, nó đề cập đến một cuộc nổi dậy ở Ai Cập đã xảy ra cùng lúc với các cuộc nổi dậy khác ở miền đông của Đế quốc Ba Tư. Darius I, tác giả của bia khắc Behistun, thì lại không đề cập tới bất cứ chi tiết nào về cách ông ta đối phó với cuộc nổi dậy ở Ai Cập; Polyaenos ghi lại rằng đích thân Darius đã tới Ai Cập để đàn áp cuộc nổi dậy và tiến vào Memphis trong lúc diễn ra lễ tang của một con bò Apis. Một cách khéo léo, Darius I đã hứa hẹn một trăm talent vàng dành cho ai đem tới một con bò Apis mới, điều này gây ấn tượng cho những cư dân bản xứ đến mức họ đồng loạt đứng về phía ông ta . Câu chuyện này cho thấy rằng cuộc nổi dậy chưa bị dập tắt trước khi Darius đến Ai Cập vào năm 518 TCN .
Petubastis cuối cùng đã bị đánh bại bởi Darius, ông ta sau đó đảm bảo sự kiểm soát đối với các ốc đảo phía Tây bằng cách bắt tay vào một chiến dịch xây dựng tích cực ở đây (công trình nổi tiếng nhất đó là Đền Hibis ở ốc đảo Kharga); Đồng thời, ông ta có thể đã phá hủy gần như toàn bộ các chứng cứ liên quan tới Petubastis và cuộc nổi dậy của ông, bao gồm cả ngôi đền ở Amheida và số phận thực sự đối với đạo quân mất tích của Cambyses.

## Chứng thực
Trước khi một vài khối đá có liên quan đến ông được tái phát hiện ở ốc đảo Dakhla, sự tồn tại của vị vua huyền ảo này đã được chứng thực bằng những dòng chữ khắc tìm thấy trên hai con dấu và một con bọ hung có mang tên của ông mà được viết theo cách thức của hoàng gia bên trong một đồ hình . Hình ảnh của ông còn xuất hiện trên một thanh đứng khung cửa mà xưa kia từng được phủ bằng vàng lá, ngày nay nó nằm tại bảo tàng Louvre, và trên một bức tranh gỗ ở Bologna (KS 289) . Ngoài ra còn có một văn kiện có niên đại là vào năm 522 TCN, là năm trị vì đầu tiên của ông.